# Di-hidrotestosterona
A di-hidrotestosterona (DHT), ou 5a-di-hidrotestosterona (5a-DHT), também conhecida como androstanolona ou estanolona, é um esteroide sexual, androgênico e um hormônio endógeno. A enzima 5-alfarredutase catalisa a formação de DHT a partir da testosterona em certos tecidos, incluindo a glândula prostática, pele, folículos pilosos, fígado e cérebro. Esta enzima medeia a redução da ligação dupla C4-5 da testosterona. Em relação à testosterona, a DHT é consideravelmente mais potente como agonista do receptor androgênico (RA). Apresentou forte potência em relação à testosterona quanto ao desenvolvimento dos tecidos musculares e síntese de aminoácidos.

## Função biológica
O DHT é biologicamente importante para a diferenciação sexual dos genitais masculinos durante a embriogênese, a maturação do pênis e o escroto na puberdade, o crescimento do cabelo facial, corporal e púbico, a produção de sebo e o desenvolvimento/manutenção da próstata. É produzido a partir da testosterona.
Os níveis circulantes de DHT são 1/10 e 1/20 dos da testosterona em termos de concentrações totais e livres, respectivamente. Porém, os níveis de DHT são maiores em tecidos com maior concentração da enzima 5-alfarredutase, como a próstata. De qualquer forma, quando administrado de forma exógena foi retratado como um pobre agente anabólico.
| Testosterona                                 | DHT                                                         |
| -------------------------------------------- | ----------------------------------------------------------- |
| Espermatogênese e fertilidade                | Crescimento da próstata e maior risco de câncer da próstata |
| Desenvolvimento músculo-esqueletal masculino | Crescimento do cabelo facial, púbico, axilar e corporal     |
| Engrossamento da voz                         | Perda de cabelo                                             |
| Aumento nas ereções e apetite sexual         | Aumento na produção de sebo e acne                          |

Além das funções biológicas normais, o DHT também desempenha um papel importante em uma série de condições hormonais e estéticas, incluindo condições de pele e cabelo, como acne, seborreia, hirsutismo, perda de cabelo padrão (alopecia androgênica ou calvície padrão) e doenças da próstata, como hiperplasia benigna da próstata (HBP) e câncer de próstata. Os inibidores da enzima 5-alfarredutase, que impedem a síntese de DHT, são eficazes na prevenção e tratamento dessas condições.
Os metabólitos da DHT têm atuado como esteroides neurológicos com sua própria atividade biológica independente do receptor andrógeno. Estes metabolitos podem desempenhar papéis importantes nos efeitos centrais do DHT e, por extensão, a testosterona, incluindo seus efeitos antidepressivos, ansiolíticos, gratificantes/hedônicos, anti-estresse e pró-cognitivos.

## Atividade biológica
DHT é um potente agonista do RA, e é, de fato, o hormônio mais potente que se liga ao recepetor. Tem uma afinidade (Kd) de 0,25 a 0,5 nM para o receptor andrógeno humano, que é cerca de 2 a 3 vezes maior do que a da testosterona (Kd = 0,4 a 1,0 nM) e 15-30 vezes maior que a de andrógenos supra-renais. Em bioensaios, o DHT foi considerada de 2,5 a 10 vezes mais potente do que a testosterona.
A semi-vida terminal do DHT no corpo (53 minutos) é mais longa do que a testosterona (34 minutos), e isso pode explicar algumas das diferenças em sua potência. Um estudo utilizando DHT e testosterona em forma transdérmica constataram meias-vidas terminais de 2,83 horas e 1,29 horas, respectivamente.
Ao contrário de outros andrógenos — como a testosterona — DHT não pode ser convertido pela enzima aromatase em um estrogênio como estradiol.

## Bioquímica

### Biossíntese

Biossíntese do DHT, em inglês (norte-americano). Encontrado na wikipedia en.

DHT é sintetizado a partir de testosterona pela enzima 5-alfarredutase. Isso ocorre em vários tecidos, incluindo os órgãos genitais (pênis, escroto, clitóris, lábios majorais), glândula prostática, pele, folículos pilosos, fígado e cérebro. Cerca de 5 a 7% de testosterona sofre a conversão em DHT por causa da ação da enzima 5-alfarredutase, e aproximadamente 200 a 300 μg de DHT é sintetizado no corpo por dia. A maioria do DHT é produzida em tecidos periféricos como a pele e o fígado, enquanto a maioria dos DHTs circulantes se origina especificamente no fígado. Os testículos e próstata contribuem relativamente pouco para as concentrações de DHT em circulação.
Existem duas isoformas principais da enzima 5-alfarredutase: SRD5A1 (tipo I) e SRD5A2 (tipo II); sendo esta última a isoenzima mais biologicamente importante. O SRD5A2 é encontrado em altas concentrações nos órgãos genitais, glândula prostática, epidídimos, vesículas seminais, pele genital, folhetos faciais e faciais do peito e fígado, enquanto observa-se menor expressão em certas áreas do cérebro, pele/folículos pilosos, testículos e rins. O SRD5A1 é encontrado em altas concentrações em folículos de pele/cabelo não genitais, fígado e certas áreas do cérebro, enquanto níveis mais baixos estão presentes na próstata, epidídimos, vesículas seminais, pele genital, testículos, glândulas adrenais e rins. Na pele, 5-alfarredutase é encontrada em glândulas sebáceas, glândulas sudoríparas, células epidérmicas e folículos pilosos. Ambas isoenzimas são encontradas nos folículos pilosos do couro cabeludo, embora SRD5A2 predomine nessas células. O subtipo SRD5A2 é a isoforma quase exclusiva expressa na próstata.

### Níveis
Os níveis séricos de DHT são cerca de 10% dos da testosterona, mas os níveis na glândula prostática são 5- a 10 vezes superiores aos da testosterona devido à uma conversão de mais de 90% de testosterona em DHT por influência da enzima 5-alfarredutase. Por esse motivo, além do fato de que DHT é muito mais potente como um agonista de RA do que a testosterona, a DHT é considerada o principal andrógeno da próstata.